# P. Makó városának víz által való pusztulásáról
A „P. Makó várossának víz által való pusztulásáról” címmel megjelent história a makói költő, Gilitze István egyetlen munkája, melyben az 1821-es makói árvíz eseményeit történetírói pontossággal – a korabeli makói nyelvjárásban – örökítette meg, amiben erős kritika is megjelenik Makó városának korabeli gazdasági-társadalmi ellentétei felé. Ugyanebben az évben a szegedi tipográfus, Grünn Orbán szedésében néhány száz példányban nyomtatásban is megjelent; a nép is a szájára vette a históriás éneket, 1952-ben lejegyezték a műhöz kialakult dallamot és a hozzá illő kissé módosított szöveget.

## A szerző
Egyverses szerző létére tehetséges költőnek tartjuk, aki jóval a reformkor előtt klasszikus szintre emeli a parasztköltészetet, s akinek kultúrtörténeti szerepe is jelentős, mivel műve az első Makóról származó világi mű (a vallási elem csupán a mennyei igazságszolgáltatásként jelenik meg a műben), valamint Gilitze személyében egy olyan népi nyelven író költőt ismerhetünk, aki azokban az időkben adta ki művét, mikor még az almanachköltészet hívei erősen harcoltak a népi törekvések a műköltészetben való megjelenésük ellen.

## A mű
A mű négysoros versszakok építik föl, melyeket a magyar elbeszélő költészetre jellemző felező tizenkettesben írt, igen gördülékennyé teszik a verset, ellentétben a többi história lassú tempójával. A lírai hang háttérbe szorul benne, lévén elbeszélő líra, história. Gilitze szóképei vizuális telítettségűek, képeiben paraszti származásával ellentétben választékos szóhasználattal él. A vers első két versszakában a mű cselekményét elhelyezi időben („...Írtak huszonegyben, ezernyolcszáz után, / Szent Jakab havának az harmadik napján...”) és térben („... Édes hazám, Makó, de gyászba borultál...”). A soron következő versszakokban Isten nagyságát említi, valamint a megállíthatatlan árvizet pedig Isten ostorának nevezi.
Ezt követően írja le a Maros (a műben Marus) okozta károkat a város különböző pontjain, ellenben nem vetíti le az árvizet a város egészére, csupán a kapitány-ház, a sóház, a piac, a zsidók által lakott utcák, a Kálvária utca környéke jelennek meg. Valamint „...Belső és legkülsőbb városunk két szárnya...” jelenik még meg, mivel azok nem lettek a víz prédájává, így a költő hálaadásra szólítja fel őket, hogy az Úr megmentette őket. Ezek az állítások megfelel a valóságnak, csupán a nyugati városrész maradt sértetlen az árvíz alatt, valamint az említett területek valóban víz alá kerültek.

A város belterületeinek pusztulása után – epizódszerűen – a külső veszélyhez, a szállásterületekre ugrik. A Margitai éren átívelő híd már nem áll, lévén elvitte a megduzzadt ér elvitte, így a városból menekülő emberek nem tudnak átkelni rajta, ami szintén megfelel a történetírásnak. A földeken dolgozó emberek azonban épp a város felé akarnak sietni („...Itt meg nem tudhatom, hogy van a cselédem, / Él-é avagy meghalt az én feleségem...”). 
A megduzzadt ér azonban mindkét irányba haladást ellehetetlenítette. Erre megjelennek a vámszedők, akik pénzért átszállították az embereket a tengernyi vízen. Az emberek nagy része azonban ezt nem tudta megfizetni („...felinek is pénze nem lehetett, / Aki a hajóba bé nem eresztetett, / könnyes szemeivel város felé nézett...”), így négyen vállalkoztak arra, hogy átússzanak, de hullámsírban vesztették életüket, kettejüket néven is nevezi, Börtsök Imre és Tamasi. Makó krónikásának, Szirbik Miklósnak a megemlékezése igazolja a vers ezen részét, miszerint az átszállításra odarendelt csónak megérkezéséig voltak, akik lóháton mentek neki az árnak, illetve megpróbáltak átúszni. Az akkori halotti anyakönyvek pedig igazolják a két férfi nevét, Börtsök Imre és Tamasi János neve mellett az „Aquis suffocatus penes Margita” szerepel, azaz vízbe fulladva a Margitánál.

Az eseményekkor, valamint a vers írásakor harminchat éves, a polgáriasodással szemben álló költő fiatal kora ellenére merő konzervatív hangot üt meg, mikor elítéli az öltözetben jelentkező újdonságokat, a cifra öltözetű legényeket és a piros papucsú kevély lányokat, s szinte kárörvendő pillantást vet rájuk, mikor azokat a víztől sárosan és rémülten mutatja. De az alsóbb társadalmi osztályokat is támadja „...még a Paraszt is palotára vágyik...”, amelyet egy p alliterációval tesz még kifejezőbbé.. A feudális hierarchia támogatása jelenik meg akkor is, amikor Csanád megye főjegyzőjének, alispánjának, majd végül a környező falvak lakóinak köszöni meg az árvízben érintettek nevében a segítségüket. Ezt Szirbik Miklós is alátámasztja, a vízzel körülzárt, az élelmeitől elzárt városba a hódmezővásárhelyiek és a szegediek hordták hajóikon az élelmiszert. Az árvíz okaként a versben az itt élők kevélységét és bűneit nevezi meg, a város romlását okozó, azt elárasztó vétkeket a Maros árjaihoz hasonlítja. A harmadik versszakban bevezetett Isten ostora kifejezést ekkor bontja ki, az embereknek meg kell bánniuk bűneiket, ezért felszólítja a főlelkipásztorokat, hogy segítsék az embereket ebben. Ennek a képnek a zárásaként az ellenérveket említi, tudja, hogy sokan tréfának vélik intő szavait, de ő prófétaként vállalja a szavait.
A vers záróstrófájában a többi históriáshoz hasonlóan egyes szám első személyben szól önmagáról, kijelenti, hogy nem más írta, mint egy „együgyű paraszt”, valamint ismét p alliterációval él „...Korántsem poéta, hanem paraszt írás...”. Még arra is válaszol, hogyha évek múltán valaki azt kérdezi, hogy hogyan írhat valaki paraszt létére egy ilyen művet – ő maga jelen volt a történésekkor, forrásaként nem mások elbeszéléseit jelöli meg, hanem mindazt, amit tulajdon szemeivel megtapasztalt.

### A mű megjelenése
Még 1821-ben, az árvíz évében megjelent, a szegedi tipográfus, Grünn Orbán által, egy kis nyolcadrét alakú nyolc lapos könyvecske formájában, melynek könyvvizsgálatát Gubitzer Ferenc cenzor végezte. A költségeket feltehetően maga a szerző állta, aki halálakor fél fertály szállásfölddel rendelkezett, valamint négy lóval és egy fias tehén jószággal bírt. Ugyancsak feltételezések alapján a kiadó szedője átjavíthatta a nyers szöveget, mivel változtatott a kirívó tájnyelvi írásmódon. Ezzel a stilisztikai belejavítással több rímet tett tönkre, például az eredeti végtire – környékire párt végtére – környékire cserélte. Az egyetlen fennmaradt eredeti példány ma a Szegedi Somogyi Könyvtár tulajdonában áll.

### A mű utóélete
Gilitze verse hatással volt Balázs Barna Mihály dorozsmai lakos Szeged pusztulása című históriájára, melyet ponyvairatként ki is adott. Az 1879-es szegedi árvizet feldolgozó verse Gilitzei-kezdéssel indul („Fordítsuk szemünket Szeged városára...”), valamint a verset záró sorokban hasonló módon emeli ki paraszti származását.
A mű népszerűségére utal, hogy dallammal kiegészülve, mint históriás ének fennmaradt több mint 130 évvel később is. A dallam maga nem magyar eredetű, hanem egy XVIII. századi német dallam átvétele, amely később az élő magyar népdalkincs részévé vált, a Virágok vetélkedése és ennek variánsa, a Bátori Klára-ballada is erre a dallamra íródtak.
1952-ben jegyezte le, illetve vette fonográfra első gyűjtésük alkalmával Péczely Attila, a szegedi múzeum népzenekutatója és Várnai Péter Tápén, az akkor hatvannyolcadik életévében járó özv. Nagy Mihályné előadása alapján a vershez szerzett dallamot és annak módosított –  főként a feudális viszonyokról szóló részétől megfosztott – szövegét. Az első négy versszakot, melyek az árvíz időpontját tájolták be, valamint az emberi tehetetlenségét hirdették az árral szemben, elhagyták. Az ötödiktől a kilencedik versszakig tartó belső-, valamint a hatodiktól a tizennyolcadik versszakig tartó külső veszély leírását lerövidítették. A köszönetnyilvánítás, illetve az árvíz morális-természetfeletti okainak részletezése szintén kimaradt. De a verset záró paraszti önvallomás ugyan erősen megnyirbálva, de az zárja a népi változatot is.
1955. július 6-án ismét felvételre került a história, Kertész Gyula és Péczely Attila népzenekutatók Nagy Anna, Nagy Mihályné közreműködésével.
1973-ban Tóth Ferenc előszavával és jegyzeteivel, valamint Jámborné Balog Tünde illusztrációjával egy facsimile kiadás látott napvilágot, ahol a nyomda eredeti betűivel, a korabeli írással kiadott változat mellett párhuzamosan a mai helyesírású szöveget is közölték.
A história balladaszerű változata az MTA Zenetudományi Intézet „Publikált népzenei felvételek internetes adatbázisá”-ban is meghallgatható „Szent Lőrinc tájékán, ki ezt elsőbb látta...” cím alatt.